# Iglesia de San Pablo de la Cruz (Casone)
La iglesia de San Pablo de la Cruz es un edificio religioso ubicado en Casone, una aldea de la ciudad de Pitigliano, en la provincia de Grosseto.

## Situación
La iglesia está ubicada en el centro del pueblo, en el extremo oriental del territorio municipal de Pitigliano, no lejos de la frontera con la región de Lacio. Se encuentra en la carretera estatal 74 Maremmana.

## Historia
La iglesia, aunque de orígenes anteriores, fue reconstruida casi por completo a principios del siglo XX, cuando se amplió significativamente y se reformaron profundamente sus líneas arquitectónicas y elementos estilísticos.
Los trabajos realizados a principios del siglo pasado también incluyeron la construcción del campanario y la sacristía, hasta entonces ausentes, dadas las características originales de ermita que habían distinguido el edificio religioso hasta ese período.

## Arquitectura
La iglesia de San Pablo de la Cruz en Casone está compuesta de una sola nave, con las paredes exteriores cubiertas de bloques de toba.
En la fachada principal se abre el pórtico de entrada arquitrabado, sobre el cual se encuentra un pequeño luneto de arco apuntado en estilo neogótico.
El estilo neomedieval, resultado del trabajo de reconstrucción de principios del siglo XX, también se puede ver en la monófora que se abre a lo largo del flanco izquierdo, donde el arco se caracteriza por sus elementos estilísticos neorrománicos.
El área del ábside original se ha encontrado apoyada contra otros edificios, en uno de los cuales se encuentra la sacristía.
El campanario se levanta a un lado de la parte posterior del lado izquierdo de la iglesia. El campanario tiene sección cuadrada y está dividido en cuatro pequeños niveles, con paredes completamente cubiertas de ladrillo. La parte superior tiene cuatro aberturas de un solo arco redondo, que encierran el campanario, por encima de la cual dos tímpanos triangulares que sustentan el techo. Estos dos tímpanos están orientados en la misma dirección que la iglesia.

## Artículos Relacionados
- Pitigliano
- Área del Tufo